# Сунід – Лівий стяг
43°51′08″ пн. ш. 113°38′38″ сх. д. / 43.85223° пн. ш. 113.64402° сх. д.
Сунід – Лівий стяг (кит. 苏尼特左旗, пін. Sūnítè Zuŏqí) — один із повітів КНР у складі префектури Шилін-Гол, Внутрішня Монголія. Адміністративний центр — містечко Мандалт.

## Географія
Сунід – Лівий стяг лежить на сході Монгольського плато.

### Клімат
Повіт знаходиться у зоні, котра характеризується кліматом пустель помірного поясу. Найтепліший місяць — липень із середньою температурою 23,5 °C. Найхолодніший місяць — січень, із середньою температурою -18,7 °С.
| Клімат повіту Сунід – Лівий стяг                   | Клімат повіту Сунід – Лівий стяг | Клімат повіту Сунід – Лівий стяг | Клімат повіту Сунід – Лівий стяг | Клімат повіту Сунід – Лівий стяг | Клімат повіту Сунід – Лівий стяг | Клімат повіту Сунід – Лівий стяг | Клімат повіту Сунід – Лівий стяг | Клімат повіту Сунід – Лівий стяг | Клімат повіту Сунід – Лівий стяг | Клімат повіту Сунід – Лівий стяг | Клімат повіту Сунід – Лівий стяг | Клімат повіту Сунід – Лівий стяг | Клімат повіту Сунід – Лівий стяг |
| Показник                                           | Січ.                             | Лют.                             | Бер.                             | Квіт.                            | Трав.                            | Черв.                            | Лип.                             | Серп.                            | Вер.                             | Жовт.                            | Лист.                            | Груд.                            | Рік                              |
| Середній максимум, °C                              | −12,4                            | −6,1                             | 3,9                              | 14,1                             | 21,7                             | 26,9                             | 29,6                             | 27,7                             | 21,5                             | 11,9                             | 0                                | −10                              | 10,7                             |
| Середня температура, °C                            | −18,7                            | −13,4                            | −3,4                             | 6,7                              | 14,6                             | 20,6                             | 23,5                             | 21,5                             | 14,8                             | 4,9                              | −6,4                             | −15,9                            | 4,1                              |
| Середній мінімум, °C                               | −23,7                            | −19,2                            | −9,7                             | −0,2                             | 7,5                              | 14,1                             | 17,5                             | 15,4                             | 8,6                              | −0,7                             | −11,4                            | −20,8                            | −1,9                             |
| Норма опадів, мм                                   | 1.4                              | 1.7                              | 3.6                              | 7.8                              | 17.5                             | 32                               | 43.7                             | 38.2                             | 18.6                             | 9.6                              | 3.9                              | 2.2                              | 180.2                            |
| Вологість повітря, %                               | 69                               | 62                               | 45                               | 32                               | 34                               | 42                               | 48                               | 49                               | 45                               | 47                               | 58                               | 68                               | 50                               |
| -------------------------------------------------- | -------------------------------- | -------------------------------- | -------------------------------- | -------------------------------- | -------------------------------- | -------------------------------- | -------------------------------- | -------------------------------- | -------------------------------- | -------------------------------- | -------------------------------- | -------------------------------- | -------------------------------- |
| Джерело: Дані метеостанції №53195 (КНР, 1991-2020) |                                  |                                  |                                  |                                  |                                  |                                  |                                  |                                  |                                  |                                  |                                  |                                  |                                  |